# Opiptacris hilaris
Opiptacris hilaris är en insektsart som beskrevs av Walker, F. 1870. Opiptacris hilaris ingår i släktet Opiptacris och familjen gräshoppor. Inga underarter finns listade i Catalogue of Life.